# Torrão (Alcácer do Sal)
Torrão es una freguesia portuguesa y una villa del municipio de Alcácer do Sal, con 372,76 km² de área (3.ª mayor freguesia portuguesa) e 2 758 habitantes (2001). Densidad: 7,4 hab/km².
Tiene una iglesia de estilo manuelino. El 20 de diciembre de 1512 se le concedió el honor de ser la sede del municipio. Y está constituido por las freguesias de Odivelas, Santa Margarida do Sado y Torrão. Tenía en el año 1801, 2496 habitantes.

## Patrimonio

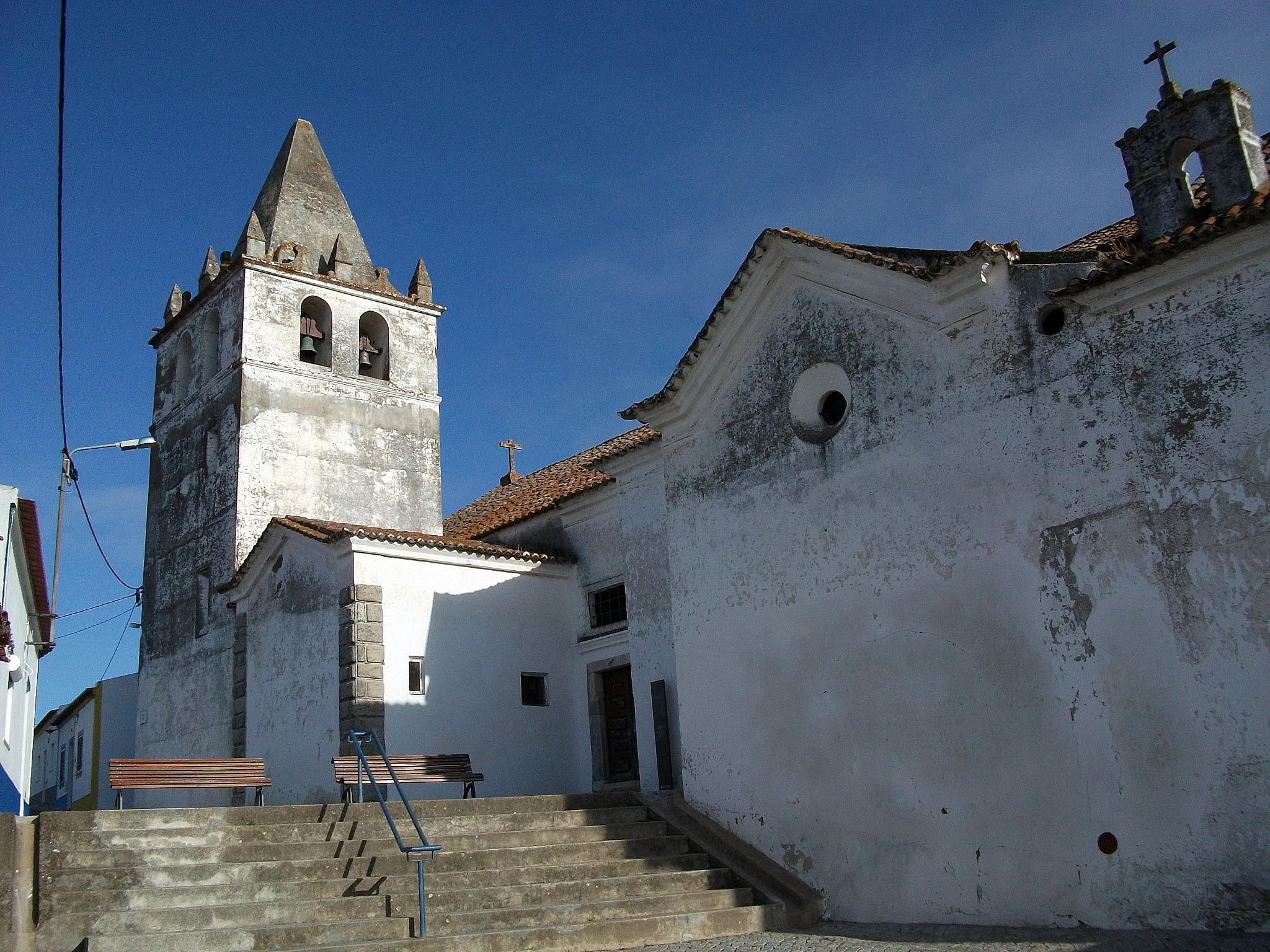
Iglesia de la Nuestra Señora de la Asunción - fachada sur y campanario

- Monte da Tumba o Poblado fortificado de Monte da Tumba
- Ermita de Nossa Senhora do Bom Sucesso o Capilla de Nossa Senhora do Bom Sucesso
- Convento de São Francisco (Torrão) (e a respectiva Iglesia de São Francisco)
- Iglesia de Nossa Senhora da Assunção o Iglesia Matriz de Torrão
- Habitación en la Calle Freitas, 8

## Personalidades
En Torrão nació, en 1482, el poeta y escritor Bernardim Ribeiro.

## Economía
Produtos de origem geográfica protegida:
- Denominación de origen protegida (DOP)
  - Aceite de oliva: Azeite do Alentejo Interior (DOP)[3]
  - Ganado vacuno:
    - Carnalentejana (DOP)[4]
    - Carne da Charneca (DOP)[5]
    - Carne Mertolenga (DOP)[6]

  - Ganado porcino:
    - Carne de Porco Alentejano (DOP)[7]
    - Presunto do Alentejo (DOP) and Paleta do Alentejo (DOP)[8]
- Indicación Geográfica Protegida (IGP)
  - Vino: Península de Setúbal (IGP)[9]
  - Ganado ovino: Borrego do Baixo Alentejo (IGP)[10]
  - Ganado porcino:
    - Presunto de Campo Maior e Elvas (IGP) and Paleta de Campo Maior e Elvas (IGP)[11]
    - Presunto de Santana da Serra (IGP) and Paleta de Santana da Serra (IGP)[11]